# Марцін Прейзнер
Марцін Прейзнер (пол. Marcin Preyzner; 1945, Тернопіль — 29 липня 2013, Варшава) — польський мовознавець, доктор філологічних наук, дидактик, багаторічний науковий співробітник Польської філології Університету Яна Кохановського в Кельцях.

## Біографія
Відомий як ініціатор циклічних конференцій у 70-80-х роках ХХ століття, відомих як «Прейзнерівки», які мали за мету інтеґрацію польського середовища мовознавців. Неодноразово виступав був редактором і укладачем видань конференційних збірників.
Написав велику кількість статей, видав книжку «Uspójnianie tekstu» (Wydawnictwo Akademii Świętokrzyskiej im. Jana Kochanowskiego; Kielce; 2006; ISBN 83-7133-315-3).